# 帕蒂里耶德
帕蒂里耶德（Pathiriyad），是印度喀拉拉邦Kannur县的一个城镇。总人口16608（2001年）。

## 人口
该地2001年总人口16608人，其中男性7934人，女性8674人；0—6岁人口1656人，其中男834人，女822人；识字率84.86%，其中男性为87.37%，女性为82.57%。